# Richard Nowakowski
Richard Nowakowski (n. 27 septembrie 1955, Sztum, voievodatul Pomerania, Polonia) este un boxer ce a reprezentat Republica Democrată Germană, medaliat olimpic. A participat la 2 ediții ale Jocurilor Olimpice (1976, 1980) în care a câștigat o medalie de argint și o medalie de bronz.